# Henry A. Foster

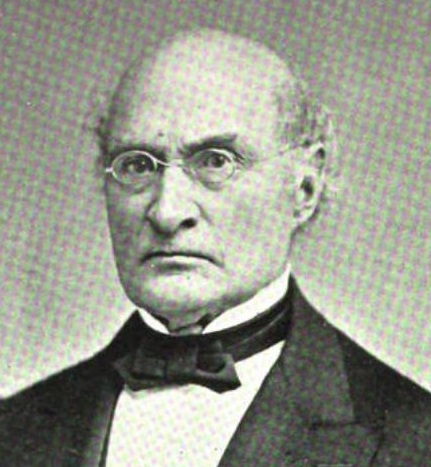
Henry A. Foster

Henry Allen Foster (* 7. Mai 1800 in Hartford, Connecticut; † 11. Mai 1889 in Rome, New York) war ein US-amerikanischer Jurist und Politiker, der den Bundesstaat New York in beiden Kammern des Kongresses vertrat.

## Werdegang
Henry Allen Foster wurde Anfang des 19. Jahrhunderts in Hartford geboren. In seinen Kindertagen zog die Familie nach Cazenovia. Er besuchte dort Gemeinschaftsschulen. Foster studierte Jura. Er erhielt seine Zulassung als Anwalt 1822 und begann dann im Oneida County zu praktizieren. Zwischen 1827 und 1831 sowie von 1835 bis 1839 Vormundschafts- und Nachlassrichter (surrogate) im Oneida County. Daneben hielt er in den Jahren 1829 und 1830 sowie in den Jahren 1833 und 1834 den Posten als Supervisor in der Town von Rome. Er saß zwischen 1831 und 1834 im Senat von New York. Politisch gehörte er der Demokratischen Partei an.
Bei den Kongresswahlen des Jahres 1836 für den 25. Kongress wurde er im 17. Wahlbezirk von New York in das US-Repräsentantenhaus in Washington, D.C. gewählt, wo er am 4. März 1837 die Nachfolge von Rutger B. Miller und Joel Turrill antrat, welche zuvor zusammen den Distrikt im US-Repräsentantenhaus vertreten hatten. Er schied nach dem 3. März 1839 aus dem Kongress aus.
Nach seiner Kongresszeit ging er in Rome wieder seiner Tätigkeit als Anwalt nach. Er wurde als Demokrat in den US-Senat berufen, um dort die Vakanz zu füllen, die durch den Rücktritt von Silas Wright entstanden war. Dieses Mandat übte er vom 30. November 1844 bis zum 27. Januar 1845 aus, als ein Nachfolger gewählt wurde. Er war zwischen 1864 und 1872 Richter am New York Supreme Court für den fünften Distrikt. Dann hielt er den Posten als Präsident im Board of Trusstees am Hamilton College. Darüber hinaus war er Vizepräsident der American Colonization Society. Am 11. Mai 1889 verstarb er in Rome und wurde dann auf dem gleichnamigen Friedhof beigesetzt.